# 民族进步党
民族进步党（芬蘭語：Kansallinen Edistyspuolue）是芬兰历史上的一个自由主义政党，存在于1918年—1951年。1918年12月8日在芬兰内战结束后成立，由多数青年芬兰党和少数芬兰党的共和派组成（第二天，双方的君主派成立了芬兰民族联合党），该党著名的成员包括卡洛·尤霍·斯托尔贝里和里斯托·吕蒂，分别是第一和第五任芬兰总统，萨卡里·图奥米奥亚担任过芬兰总理。
1951年初，民族进步党解散，因为它的大部分活跃成员加入了芬兰人民党。包括萨卡里·图奥米奥亚在内的少数派另立自由联盟。